# Girl power

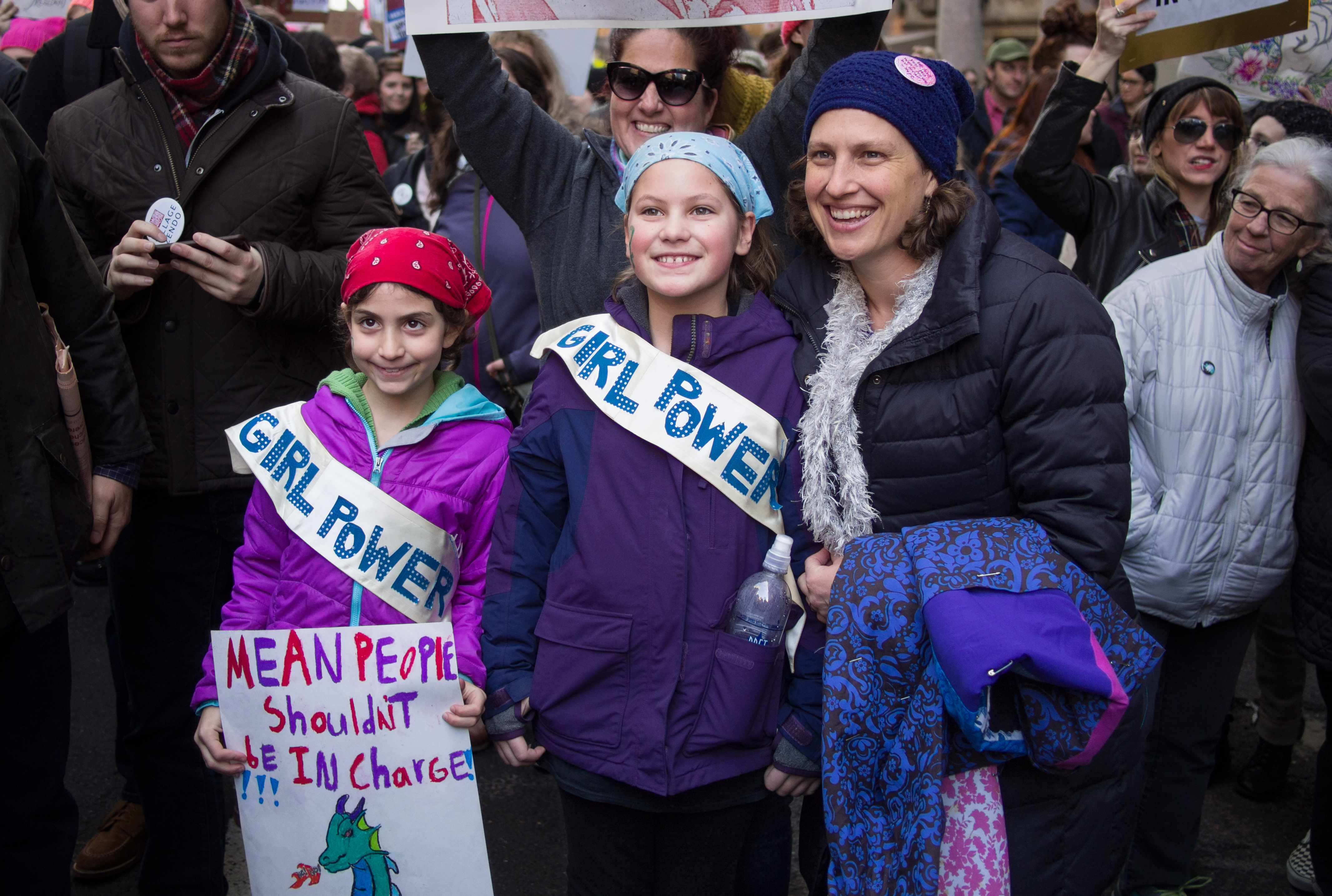
Жіночий марш в 2017 році в Нью -Йорку

Girl power — гасло, яке використовують для заклику до розширення можливостей жінок, їх незалежності, впевненості та сили. Винахід гасла приписується американському панк-гурту Bikini Kill, що опублікував журнал під назвою Girl Power у 1991 році. Потім гасло набуло популярності завдяки британському жіночому гурту Spice Girls в середині 1990-х років.

## Раннє використання та походження
У 1991 році американська панк-група Bikini Kill опублікувала феміністичний журнал під назвою Girl Power. Вокалістка гурту, Кетлін Ханна, сказала, що її надихнув слоган Black Power. Термін став популярним на початку та в середині 90-х років в панк-культурі.
Ця фраза іноді пишеться як «grrrl power» подібно до «riot grrrl».

## Spice Girls

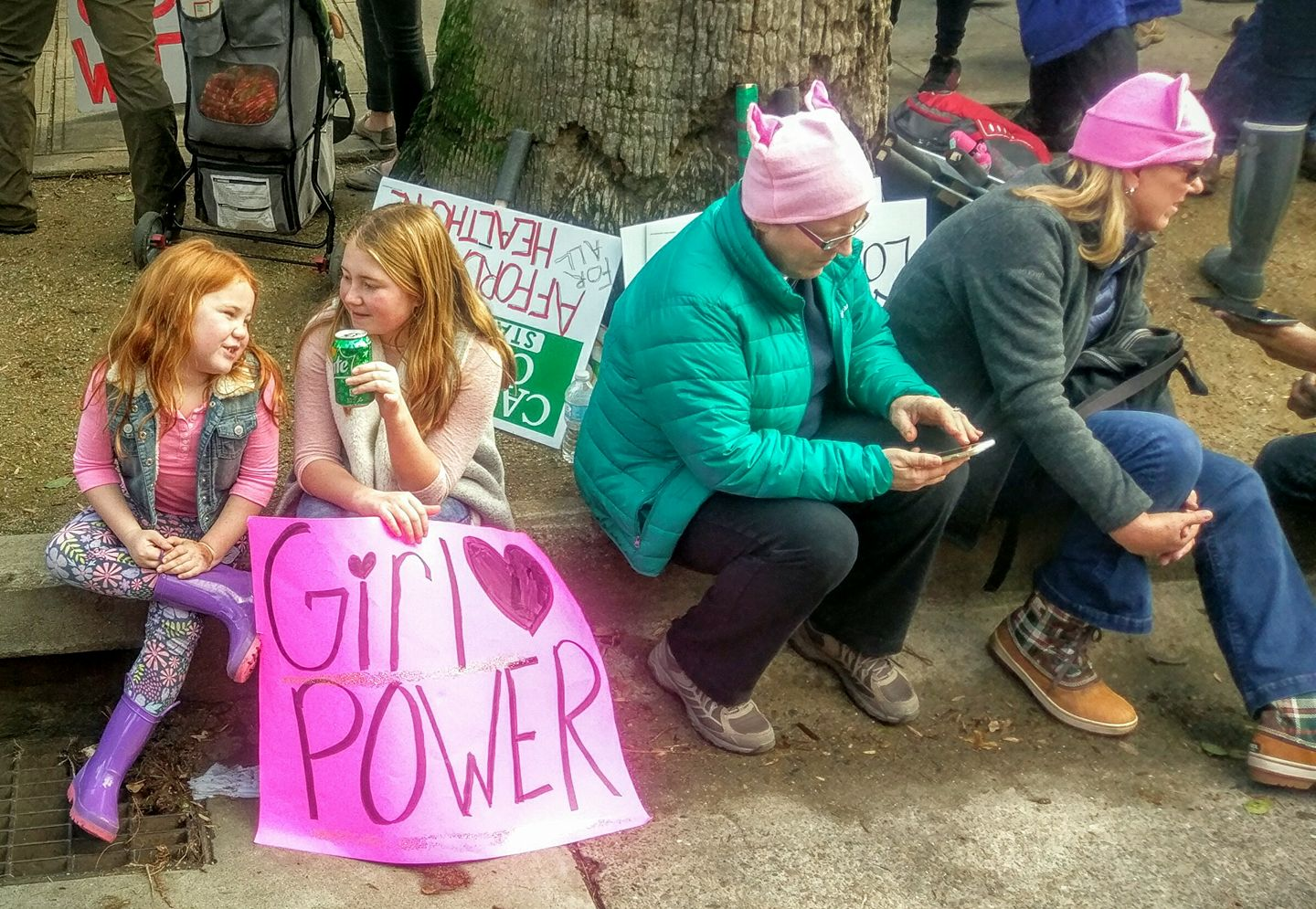
Жіночий марш в Сакраменто, Каліфорнія

Британський поп-квінтет Spice Girls приніс цю мантру у свідомість покоління в середині 1990-х років. Версія Spice Girls про «силу дівчат» була зосереджена на важливості міцної та вірної дружби між жінками з посланням про розширення прав і можливостей, яке сподобалося молодим дівчатам, підліткам та дорослим жінкам. За даними журналу Billboard, вони продемонстрували справжню жіночу дружбу, співаючи: «If you wannabe my lover, you gotta get with my friends. Make it last forever; friendship never ends» («Якщо ти хочеш стати моїм коханим, то маєш піти з моїми друзями. Нехай це триватиме вічно; дружба ніколи не закінчується»).
Загалом, цілеспрямована, послідовна презентація «сили дівчат» лягла в центрі їхньої привабливості як групи. Деякі коментатори зараховують Spice Girls до пожвавлення феміністичного руху в 1990. Мантра girl power служить вхідними воротами до фемінізму для їх молодих шанувальниць. З іншого боку, деякі критики вважають girl power як ніщо інше, як маркетингову тактику. Попри це, ця фраза стала культурним явищем прийнятим як мантра для мільйонів дівчат і навіть увійшла до Оксфордського словника англійської мови.